# گیل‌آباد (نهاوند)
گیل‌آباد (نهاوند)، روستایی از توابع بخش گیان شهرستان نهاوند در استان همدان ایران است.

## جمعیت
این روستای نسبتاً بزرگ در دهستان سراب قرار دارد و براساس سرشماری مرکز آمار ایران در سال ۱۳۹۵، جمعیت آن۱۵۵۰ نفر (۵۰۸خانوار) بوده‌است.